# Caramella (album)
Caramella è un album in studio della cantante italiana Mina, pubblicato il 25 maggio 2010 dalla PDU.

## Descrizione
Pubblicato dopo meno di sette mesi dal precedente album, è un disco di atmosfere, suoni, stili e autori diversi per ogni brano. L'album ha debuttato alla terza posizione della classifica ufficiale italiana FIMI, e superando le 30 000 copie vendute si aggiudica un disco d'oro.
È composto da quattordici brani (dodici inediti) e una traccia nascosta.
La prima traccia del disco è You Get Me, brano uscito come singolo di lancio e distribuito alle radio e nei negozi digitali il 29 aprile dello stesso anno.
Come già avvenuto per Vida Loca di Francisco Cespedes, You Get Me è stata scoperta per caso da Axel Pani, nipote della cantante, navigando sul sito di video YouTube. L'autrice del testo di questo brano è Pam Sheyne, di origini neozelandesi, mentre l'interprete originale del brano è il danese Teitur Lassen, originario delle Isole Fær Øer, anche compositore della parte musicale..
Questo brano è stato inciso in duetto con l'anglonigeriano Seal, cantante britannico noto per successi pop come Kiss from a Rose, Fly Like an Eagle o Crazy, quest'ultima ripresa anche da Alanis Morissette, che nell'interpretazione di questa canzone riesce a caricare di particolari sfumature la sua voce..
Io e te è frutto di una delle incursioni nel rock alternativo italiano che è diventata una caratteristica della produzione di Mina degli ultimi anni. Il brano è tratto dal disco di debutto di Paolo Benvegnù, ex solista degli Scisma, scritta con Andrea Franchi e Gionni Dall'Orto.
Con Il povero e il re prosegue la collaborazione artistica con Axel Pani, iniziata con il brano Per poco che sia dell'album Bau del 2006, quindi con i brani Il frutto che vuoi e Con o senza te in Facile del 2009.
Il duetto con Giorgia, Poche parole, è stato pubblicato nell'album della cantautrice romana dal titolo Stonata del 2007. Il brano è anche uscito come quarto singolo nell'agosto 2008. È il primo duetto di Mina con una cantante italiana, in precedenza c'era stato quello con la cantante spagnola, Mónica Naranjo (2000), seguirà quello con Ornella Vanoni nel 2008.
Con Lucio Dalla Mina canta Amore disperato, brano tratto dal rifacimento in chiave moderna della celebre opera di Giacomo Puccini Tosca di cui Dalla ha scritto la musica. Il brano è stato pubblicato anche nell'album di Dalla Lucio del 2003.
Così così, composto da Massimo Moriconi, bassista tra i più apprezzati in Italia e all'estero, in collaborazione con Samuele Cerri, è stato pubblicato nell'album di Moriconi D'improvviso del 2001 con il titolo di "Così".
Altro brano preso dall'ambiente del rock italiano contemporaneo è Solo se sai rispondere di Massimiliano Casacci, chitarrista e cofondatore dei Subsonica. «Non ho mai scritto niente per nessun altro», confessa Max Casacci, riconoscendo a Mina il primato di interprete e un carisma unico. «Ho saputo che cercava canzoni e ho composto Solo se sai rispondere pensando al suo personaggio. Quando l'ha scelta, ho chiesto di poterla arrangiare. È stato un bellissimo incontro»..
Come se io fossi qui è un brano di Mauro Santoro, autore di canzoni per Mina da molti anni, tra cui Noi (1994) e E mi manchi (1999).
La clessidra è invece una collaborazione con Davide Dileo noto come Boosta, tastierista e anche lui fondatore dei Subsonica, che ha scritto i due brani, Solo se sai rispondere e Io e te, ..
Andrea Mingardi e Maurizio Tirelli, compositori di gran parte dei brani dell'album Bau (2006), sono gli autori di Accendi questa luce e del brano conclusivo Mi piacerebbe andare al mare.
Gli autori di Amoreunicoamore sono Fabrizio Berlincioni, già collaboratore di Mina e autore di brani quali Ti accompagnerò (1993) e Con te sarà diverso (1997), e Silvio Amato, debuttante alla corte di Mina, ma autore e musicista di lungo corso, attivissimo nell'ambito delle sigle (come Game Boat, TG4, La sai l'ultima?, ma anche sigle di cartoni animati di Cristina D'Avena) e delle musiche per il cinema, per il teatro e per il balletto.
Maurizio Morante, è l'autore del brano in napoletano Ma comme faje, città e lingua che Mina ha sempre amato cantare, non solo nel repertorio tradizionale ma anche in canzoni nuove di giovani autori tra cui appunto Morante, autore di brani come Lacreme e voce (1999) e O cuntrario 'e l'ammore del (2003). Morante è anche l'autore di Inutile sperare insieme a Mauro Culotta, anche lui già autore per Mina: Ti accompagnerò (1993).
La ghost track, ormai un classico nei dischi di Mina da quando è stata introdotta per la prima volta in Leggera (1997), è il brano d'apertura You Get Me cantato integralmente da Mina senza Seal.

Copertina alternativa.

## Tracce
1. You Get Me (con Seal) – 4:53 (P. Sheyne, T. Lassen)
2. Io e te – 4:57 (P. Benvegnù, A. Franchi, G. Dall'Orto)
3. Il povero e il re – 4:35 (A. Pani)
4. Poche parole (con Giorgia) – 4:08 (Giorgia, E. Lo)
5. Amore disperato (con Lucio Dalla) – 4:28 (L. Dalla)
6. Così così – 5:19 (S. Cerri, M. Moriconi)
7. Solo se sai rispondere – 4:00 (M. Casacci)
8. Come se io fossi lì – 3:47 (M. Santoro)
9. La clessidra – 4:24 (D. Dileo)
10. Accendi questa luce – 4:34 (A. Mingardi, M. Tirelli)
11. Amoreunicoamore – 4:03 (F. Berlincioni, S. Amato)
12. Ma come faje – 4:18 (M. Morante)
13. Inutile sperare – 4:31 (M. Morante, M. Culotta)
14. Mi piacerebbe andare al mare – 4:30 (A. Mingardi, M. Tirelli)
15. You Get Me (solo version - Mina's ghost track) – 4:53 (P. Sheyne, T. Lassen)

## Formazione
- Mina – voce
- Franco Serafini – tastiera, programmazione
- Sonny T. – basso
- Michael Bland – batteria
- Alessandro Centofanti – pianoforte, Fender Rhodes, sintetizzatore
- Luca Meneghello – chitarra acustica, chitarra elettrica
- Emanuel Lo – tastiera
- Giorgio Cocilovo – chitarra
- Ugo Bongianni – tastiera, pianoforte
- Lorenzo Poli – basso
- Lele Melotti – batteria
- Luca Colombo – chitarra
- Enrico Matta – batteria, percussioni
- Nicolò Fragile – tastiera
- Alfredo Golino – batteria
- Danilo Rea – pianoforte, Fender Rhodes
- Ellade Bandini – batteria
- Caporale Bruno – basso
- Ale Bavo – tastiera, programmazione
- Max Casacci – chitarra
- Massimo Moriconi – contrabbasso
- Franco Ambrosetti – tromba
- Phil Woods – sax
- Giulia Fasolino, Stefania Martin, Antonio Galbiati, Moreno Ferrara – cori

## Classifica italiana (FIMI)
| Posizione | 3 | 8 | 10 | 18 | 20 | 22 | 19 | 23 | 24 | 22 | 21 | 23 | 29 | 26 | 26 | 39 | 43 | 26 | 35 | 51 | - | - | - | - | - | - | - | 61 | 63 | 47 | 39 | 38 | 36 | 64 | 87 | 60 | 59 | 66 | - | 85 | 53 | 93 |